# Malik Arslan
Malik Arslan fou emir d'Elbistan de la dinastia Dhul-Kadr, fill i successor de Suliman el 1454.
Uzun Hasan de Diyar Bakr (1453-1478), dels Aq Qoyunlu, va amenaçar l'emirat. Uzun es va apoderar de Kharput. Les intrigues otomanes i egípcies per conservar el control de la regió no afavoriren a l'emirat. A finals del 1465 es va revoltar el seu germà, Shah Suvar o Suwar, amb suport otomà (va rebre fins i tot el títol d'investidura dels otomans el 4 de desembre de 1465) però no va arribar a ocupar la capital. Els egipcis van intervenir, i van instigar un cop d'estat (1466) dirigit per Shah Budak, un altre germà de Malik Arslan; aquest fou assassinat i Budak proclamat al seu lloc amb suport egipci; Shah Suvar va lluitar durant dos anys amb suport encobert otomà.